# Port lotniczy Orenburg
Port lotniczy Orenburg (IATA: REN, ICAO: UWOO) – port lotniczy położony 25 km na wschód od Orenburga, w obwodzie orenburskim, w Rosji.

## Kierunki lotów i linie lotnicze
| Linia lotnicza     | Kierunek                                                            |
| ------------------ | ------------------------------------------------------------------- |
| Aerofłot           | 1. Moskwa-Szeremietiewo Sezonowo: 1. Soczi                          |
| Ikar               | 1. Mineralne Wody 2. Soczi                                          |
| Nordwind Airlines  | 1. Duszanbe 2. Chodżent 3. Moskwa-Szeremietiewo 4. Sankt Petersburg |
| Red Wings          | 1. Jekaterynburg                                                    |
| Rossija Airlines   | 1. Sankt Petersburg                                                 |
| S7 Airlines        | 1. Nowosybirsk                                                      |
| Shirak Avia        | Sezonowo: 1. Erywań                                                 |
| Smartawia          | Sezonowo: 1. Sankt Petersburg                                       |
| Southwind Airlines | Sezonowe czartery: 1. Antalya                                       |
| UVT Aero           | 1. Kazań                                                            |